# Maras Senang
Maras Senang is een bestuurslaag in het regentschap Bangka van de provincie Bangka-Belitung, Indonesië. Maras Senang telt 910 inwoners (volkstelling 2010).